# Premier League Malti 2005-2006
L'edizione 2005-2006 della Premier League maltese (BOV Premier League per motivi di sponsorizzazione) è stata la novantunesima edizione della massima serie del campionato maltese di calcio. Il titolo è stato vinto dal Birkirkara

## Classifica prima fase
|    | Classifica         | G  | V  | N | P  | GF | GS | Dif | Pt | Pt detratti | Pt 2ª fase |
| -- | ------------------ | -- | -- | - | -- | -- | -- | --- | -- | ----------- | ---------- |
| 1  | Birkirkara         | 18 | 13 | 2 | 3  | 48 | 21 | +27 | 41 | 20          | 21         |
| 2  | Sliema Wanderers   | 18 | 12 | 3 | 3  | 37 | 12 | +25 | 39 | 19          | 20         |
| 3  | Hibernians         | 18 | 12 | 1 | 5  | 37 | 19 | +18 | 37 | 18          | 19         |
| 4  | Marsaxlokk         | 18 | 10 | 4 | 4  | 36 | 23 | +13 | 34 | 17          | 17         |
| 5  | Valletta           | 18 | 7  | 2 | 9  | 22 | 31 | -9  | 23 | 11          | 12         |
| 6  | Msida Saint-Joseph | 18 | 6  | 3 | 9  | 28 | 33 | -5  | 21 | 10          | 11         |
| 7  | Floriana           | 18 | 4  | 7 | 7  | 24 | 28 | -4  | 19 | 9           | 10         |
| 8  | Ħamrun Spartans    | 18 | 6  | 1 | 11 | 29 | 41 | -12 | 19 | 9           | 10         |
| 9  | Pietà Hotspurs     | 18 | 4  | 3 | 11 | 22 | 39 | -17 | 15 | 7           | 8          |
| 10 | Mosta              | 18 | 0  | 3 | 15 | 12 | 50 | -38 | 3  | 1           | 2          |

### Verdetti prima fase
Accedono ai playoff campionato:

Birkirkara, Sliema Wanderers, Hibernians, Marsaxlokk, Valletta, Msida Saint-Joseph 

Accedono ai playoff retrocessione:

Floriana, Ħamrun Spartans, Pietà Hotspurs, Mosta

## Classifiche seconda fase

### Playoff campionato
|   | Classifica         | G  | V  | N | P  | GF | GS | Dif | Pt |
| - | ------------------ | -- | -- | - | -- | -- | -- | --- | -- |
| 1 | Birkirkara         | 28 | 19 | 5 | 4  | 68 | 27 | +41 | 42 |
| 2 | Sliema Wanderers   | 28 | 17 | 5 | 6  | 58 | 27 | +31 | 37 |
| 3 | Marsaxlokk         | 28 | 16 | 5 | 7  | 52 | 36 | +16 | 36 |
| 4 | Hibernians         | 28 | 14 | 4 | 10 | 49 | 37 | +12 | 28 |
| 5 | Valletta           | 28 | 10 | 5 | 13 | 37 | 49 | -12 | 24 |
| 6 | Msida Saint-Joseph | 28 | 6  | 7 | 15 | 40 | 59 | -19 | 15 |

### Playoff retrocessione
|    | Classifica      | G  | V | N | P  | GF | GS | Dif | Pt |
| -- | --------------- | -- | - | - | -- | -- | -- | --- | -- |
| 7  | Floriana        | 24 | 6 | 9 | 9  | 36 | 37 | -1  | 18 |
| 8  | Pietà Hotspurs  | 24 | 6 | 6 | 12 | 31 | 47 | -16 | 17 |
| 9  | Mosta           | 24 | 5 | 5 | 14 | 34 | 65 | -31 | 16 |
| 10 | Ħamrun Spartans | 24 | 6 | 3 | 15 | 35 | 56 | -21 | 12 |

## Verdetti finali
- Birkirkara Campione di Malta 2005-2006
- Mosta e Ħamrun Spartans retrocesse.